# Прокурор-синдик
Синдик, прокурор-синд и генеральный прокурор синдик являются судьями, которые появились во время Французской революции. Они являются частью новых учреждений, созданных Жаком-Гийомом Туретом в 1789 году. В администрации каждого департамента есть синдик-генеральный прокурор, а в каждой районной администрации есть синдик-адвокат. Они избираются гражданами департамента или района и являются единственным звеном между исполнительной властью и прямыми администрациями. Они олицетворяют исполнительную власть на уровне департамента или района и отвечают за действия в интересах района или департамента. В муниципальном совете чаще всего именно сам мэр берет на себя эту роль.
Эта реализация соответствует революционному демократическому идеалу: закон является эманацией народного суверенитета, поэтому соблюдение этого закона гарантируется агентом, непосредственно избираемым суверенным народом, а не центральной властью.
Закон от 22 декабря 1789 года — 8 января 1790 года устанавливает во втором разделе статьи 14-18 департамента синдического генерального прокурора и окружных синдических адвокатов. Они избираются на четыре года и не имеют сразуго права на переизбрание, им приходится ждать не менее четырёх лет, прежде чем снова баллотироваться.
Они посещают общие собрания администраций департаментов и районов, в ходе которых они имеют консультативный голос, но не имеют полномочий принимать решения. Они несут ответственность за отзыв закона, и никакое решение не может быть принято без консультаций с ними. Закон от 10 декабря определяет: «Генеральный прокурор и синдик-прокуратура будут присутствовать на всех административных собраниях без совещательного голосования; но никакого отчета не будет сделано до их сообщения, и никаких обсуждений по докладу не будет проведено, не заслушав его».
4 декабря 1793 года Национальное собрание заменило прокуроров и прокуроров-синдиков национальными агентами. В 1795 году Конституция III года создала уполномоченных исполнительной власти для выполнения своих обязанностей.